# Stora Sanna
Stora Sanna var en gård i Jönköping med ett känt massageinstitut. Under perioder bodde bland annat Mark Twain, Carl Jonas Love Almqvist, Drottning Sofia och Anders Zorn på Sanna.

## Historik
Sjukgymnasten Henrik Kellgren drev i slutet av 1800-talet en framgångsrik internationell massagerörelse i London och Paris, med en svensk filial med Sanna hälsoinstitut i nuvarande Vättersnäs mellan Jönköping och Huskvarna. Han köpte 1880 fastigheten Stora Sanna och byggde till husen Gula/Lilla Sanna, Svenska villan, Tyska villan, Österrikiska villan, Engelska villan och slutligen Nya villan. Många villor var till för att inkvartera alla Kellgrens patienter, Kellgren bodde med sin hustru i Stora Sanna, medan dottern Karin och hennes make John Areskoug bodde i Gula Sanna. 
En av klienterna i Sanna var Samuel L Clemens (Mark Twain), som kom med frun Olivia och 19-åriga dottern Jean till Sanna den 10 juni 1899 för att behandla dotterns epilepsi. Även Mark Twain genomförde behandling mot sin reumatism. De stannade i tre månader och synes huvudsakligen ha vistats på Sanna, men gjorde åtminstone en utflykt med ångaren Per Brahe till Visingsö. Han har uttalat sig positivt om den osteopatiska behandlingen, och framför allt entusiastiskt om solnedgångarna över Vättern:
| ”                                                      | I shall never see another sunset to begin with it this side of heaven... This is the place to be. I have seen about 60 sunsets here; and a good 40 of them were clear and away beyond anything I had ever imagined before for dainty and exquisite and marvellous beauty and infinite change and variety. America? Italy? The tropics? They have no notion of what a sunset ought to be. And this one--this unspeakable wonder! It discounts all the rest. It brings the tears, it is so unutterably beautiful. | „ |
| – Mark Twain i ett brev daterat Sanna 6 september 1899 | |   |

Under perioden i Jönköping skrev Mark Twain romanen My Boyhood Dream och dikten To Above Old People.
År 1906 anlände Drottning Sofia till Sanna och behandlades här under ett par månader, Kung Oscar II samt Prins Eugen kom även och besökte drottningen. I och med lyckad behandling erhöll Kellgren kommendörsgrad i Vasaorden av Oscar II i en privat audiens.